# Stygnomma rufum
Espèce
Stygnomma rufum est une espèce d'opilions laniatores de la famille des Stygnommatidae.

## Distribution
Cette espèce est endémique du Panama. Elle se rencontre vers Cerro Flores.

## Description
Le mâle holotype mesure 5,0 mm.

## Systématique et taxinomie
Cette espèce a été décrite par Petrunkevitch en 1925. Elle est placée dans le genre Stygnommatiplus par Roewer en 1928 puis dans le genre Zygobunus par Goodnight et Goodnight en 1949. Elle est placée en synonymie avec Stygnomma fuhrmanni par Goodnight et Goodnight en 1951. Elle est relevée de synonymie.

## Publication originale
- (en) Petrunkevitch, « Arachnida from Panama », Transactions of the Connecticut Academy of Arts and Sciences, vol. 27, no 2,‎ 1925, p. 51-248